# Faro-et-Déo
Le Faro-et-Déo est un département du Cameroun situé dans la région de l'Adamaoua. Son chef-lieu est Tignère.

## Organisation territoriale
Le département est découpé en 4 arrondissements et/ou communes :
- Galim-Tignère
- Kontcha
- Mayo-Baléo
- Tignère

Chaque arrondissement est dirigé par un Sous-préfet. Ils ont été nommés par un décret du Président de la République signé le 23 avril 2013.

## Préfet
- Ewango Mboudou Ernest (depuis le 18 avril 2023)